# Liénard de Beaujeu
Liénard de Beaujeu var en fransk adelsätt, etablerad i Kanada 1697, utdöd på svärdssidan 1967.
Till skillnad från de flesta franska militära adelsätter i Kanada, kom Liénard de Beaujeu inte från den lägre provinsadeln, utan från den adliga hovstaten i Versailles. Den kanadensiska ättens franske stamfader, Philippe Liénard, var kunglig munskänk och hans hustru, Catherine Gobert, ärftlig amma till de kungliga barnen. Hans son Louis Liénard de Beaujeu blev officer i troupes de la Marine (den franska marinkåren) i Kanada och  lieutenant de roi i Trois-Rivières. Två av dennes söner blev marinkårsofficerare och utmärkte sig i fransk tjänst. Daniel-Hyacinthe-Marie Liénard de Beaujeu stupade i slaget vid Monongahela 1755 sedan han lett sina trupper till seger och Louis Liénard de Beaujeu de Villemonde, var kommendant i Fort Michilimackinac och riddare av Sankt Ludvigsorden. Villemonde förblev i Kanada efter den brittiska erövringen och var kapten i den brittiska armén under det amerikanska frihetskriget. En av hans söner var fransk officer och stred på den amerikanska sidan under samma krig och en sonson deltog i Napoleons ryska fälttåg.